# بطليموس الغريب

المخطوط المنسوب للغريب عن حياة وآثار أرسطو - آيا صوفيا ٤٨٣٣.

بطليموس (بطلميوس) الغريب هو كاتب يوناني، ويقال بأن صفة «الغريب» ترجمة للكلمة اليونانية «كسينوس»، وهي تحريف لكلمة «خينوس».
ذكره ابن النديم في الفهرست وقال أن له من الكتب: «أخبار أرسطاطاليس ووفاته ومراتب كتبه»، وقد ذكر الغريب في هذا الكتاب ٨٢ عنوانا من تآليف أرسطوطاليس تتألف من ٥٥٠ مقالة. وقد نقلت الرسالة من اليونانية إلى السريانية أولاً، ثم إلى العربية ثانيًا.
توجد نسخة خطية من هذا الكتاب في مكتبة آيا صوفيا بالسليمانية برقم ٤٨٣٣. وقد نشر هذا الكتاب مع ترجمة فرنسية بتحقيق مروان راشد.